# 樫木祐人
樫木 祐人（かしき たくと、1987年 - ）は、日本の漫画家。熊本県玉名市出身。京都精華大学芸術学部ストーリーマンガ専門分野卒業。

## 来歴
2010年、隔月漫画誌『Fellows!』volume09（エンターブレイン）にて、「花と煙と升の下」でデビュー。いくつかの読み切りを掲載後、volume16Dで「きのうの茜」というタイトルで読み切りを掲載し、volume22から『こびと日和』のタイトルで連載を開始し、volume26にて『ハクメイとミコチ』に改題して連載されている。同作の第1巻は樫木の初の単行本となる。同作は2018年にテレビアニメ化を果たしている。

## 作風
背景などの「緻密な書き込みと独特の世界観」が描かれていることが特徴。『ファイナルファンタジーIX』から「キャラクターのデフォルメ具合」の影響を受け、樫木が背景を「全然うまく描けない」ころには、草薙が背景を手がけた同作を手本としていたという。

## 人物

### 漫画制作
「立体物を描くときに、パースラインの代わりとして」、3Dモデルを活用している。キャラクターのアタリと3Dモデルまではデジタルで作業を行い、それを原稿用紙に薄く印刷し、下書きとして使用。ペン入れはアナログで行われている。樫木より樫木の妹の方が色を塗る作業が上手であるため、『ハクメイとミコチ』の単行本の表紙の着色は妹が行っている。妹は「同じようなものを見て育って」きたため、「ニュアンスを伝えるだけで、イメージ通りに仕上げてくれる」といい、樫木は着色に関して細かい指定を入れていない。

## 作品リスト

### 漫画作品

#### 連載
- ハクメイとミコチ（『Fellows!』volume22[6] - volume26→『ハルタ』volume 2 - 連載中） - 『こびと日和』から改題。

#### 読み切り
- 花と煙と升の下（『Fellows!』volume09、2010年）
- 柿塚君のお見舞い（『Fellows!』volume13）
- きのうの茜（『Fellows!』volume16D[5]、2011年）
- タイトル不明（『Fellows!(Q)』[10]、2011年）

### 書籍
- 『ハクメイとミコチ』、エンターブレイン→KADOKAWA〈BEAM COMIX→HARTA COMIX〉2013年 - 、既刊13巻（2025年1月15日現在）

### その他
- エハガキフェローズ（2012年） - イラスト収録[11]
- ギジンカフェローズ（『Fellows!』volume21付属小冊子[12]、2012年） - 表紙・裏表紙イラスト担当[12]
- harta archives volume 1 樫木祐人 - 『ハルタ』volume51の書店購入特典[13]。「花と煙と升の下」と「柿塚君のお見舞い」を収録。